# 광양공설운동장
광양공설운동장(光陽公設運動場, Gwangyang Public Stadium)은 대한민국 전라남도 광양시에 있는 스포츠 시설이다. 1984년 9월 19일에 착공하여 1986년 7월 11일에 완공되었고, 2001년 12월 29일부터 2003년 3월 24일까지 리모델링 공사가 진행되었다. 우레탄 트랙과 천연잔디 필드가 갖춰져 있다.

## 참고 문헌
- 〈광양공설운동장〉. 《두피디아》. 두산.
- “광양공설운동장”. 광양시청.
- 《전국 공공체육 시설 현황 (2017년말 기준)》. 대한민국 문화체육관광부. 2019.
- 《2019년 전국 공공체육시설 현황 (2018년말 기준)》. 대한민국 문화체육관광부. 2020.
- 《2023 전국 공공체육시설 현황 (2022년 12월말 기준)》. 대한민국 문화체육관광부. 2024.

## 같이 보기
- 광양공설운동장 보조경기장